# إيلي إيفز
إيلي إيفز (بالإنجليزية: Eli Ives)‏ هو طبيب وعالم نبات أمريكي، ولد في 7 فبراير 1779 في نيو هيفن في الولايات المتحدة، وتوفي في 8 أكتوبر 1861.